# Basket Lidl
La Basket Lidl est une basket imaginée en Allemagne en 2019, aux couleurs de la marque Lidl et commercialisée par cette dernière. Produite en petites quantités, elle est principalement connue pour les prix de revente de la paire à un coût parfois près de 100 fois supérieur au prix original.

## Origine
Cette paire de chaussures est initialement imaginée le 1er avril 2019 en tant qu'un poisson d'avril,. Cependant, l'idée ayant rencontré de l'engouement sur Internet, Lidl décide d'en produire 400 exemplaires en automne 2019 pour les faire gagner en tirage au sort, et toute une gamme de produits est créée autour de la chaussure.
Finalement, la marque intègre 2 000 exemplaires de ces baskets à la vente en Belgique, au prix de 13,99 €. Cette exclusivité permet à certains possesseurs de cette paire de la mettre en vente aux enchères ; la mise la plus haute s'étant élevée à 1 200 €,. 
En décembre 2020, leur commercialisation commence également en France, à nouveau en quantité limitée, et les stocks s'épuisent une nouvelle fois très rapidement, ce qui engendre un phénomène similaire à celui connu plus tôt en Belgique. 

## Marketing
La technique marketing utilisée par Lidl dans le cas de cette paire de chaussures est appelée la « drop culture ». Il s'agit de mettre en vente un article en exclusivité et en petite quantité dans des points de vente précis et sans avoir fait au préalable de publicité sur le sujet,.